# Елиста
Елиста (рус. Элиста) град је у Русији и административни центар републике Калмикија. Према попису становништва из 2010. у граду је живело 103.749 становника.

## Географија

### Клима
Елиста има важну континенталну климу, сличну степској клими. Зиме су хладне, са просечном јануарском температуром −6,1°C, док су лета топла са просечном јулском температуром 24,5°C. Просечна годишња количина падавина износи 349 мм, с тим да су зиме сувље од лета. Екстремне температуре иду од −34.0°C у јануару до 42.9°C у августу.
| Клима Елисте (1961—1990 гг.) | Клима Елисте (1961—1990 гг.) | Клима Елисте (1961—1990 гг.) | Клима Елисте (1961—1990 гг.) | Клима Елисте (1961—1990 гг.) | Клима Елисте (1961—1990 гг.) | Клима Елисте (1961—1990 гг.) | Клима Елисте (1961—1990 гг.) | Клима Елисте (1961—1990 гг.) | Клима Елисте (1961—1990 гг.) | Клима Елисте (1961—1990 гг.) | Клима Елисте (1961—1990 гг.) | Клима Елисте (1961—1990 гг.) | Клима Елисте (1961—1990 гг.) |
| Показатељ \ Месец            | .Јан.                        | .Феб.                        | .Мар.                        | .Апр.                        | .Мај.                        | .Јун.                        | .Јул.                        | .Авг.                        | .Сеп.                        | .Окт.                        | .Нов.                        | .Дец.                        | .Год.                        |
| ---------------------------- | ---------------------------- | ---------------------------- | ---------------------------- | ---------------------------- | ---------------------------- | ---------------------------- | ---------------------------- | ---------------------------- | ---------------------------- | ---------------------------- | ---------------------------- | ---------------------------- | ---------------------------- |
| Средњи максимум, °C (°F)     | −2,9 (26,8)                  | −2,0 (28,4)                  | 4,7 (40,5)                   | 16,4 (61,5)                  | 23,6 (74,5)                  | 28,1 (82,6)                  | 30,9 (87,6)                  | 29,6 (85,3)                  | 23,5 (74,3)                  | 14,3 (57,7)                  | 6,3 (43,3)                   | 0,5 (32,9)                   | 14,4 (57,9)                  |
| Просек, °C (°F)              | −6,1 (21)                    | −5,7 (21,7)                  | 0,4 (32,7)                   | 10,3 (50,5)                  | 17,1 (62,8)                  | 21,7 (71,1)                  | 24,5 (76,1)                  | 22,9 (73,2)                  | 17,0 (62,6)                  | 8,7 (47,7)                   | 2,9 (37,2)                   | −2,1 (28,2)                  | 9,3 (48,7)                   |
| Средњи минимум, °C (°F)      | −8,8 (16,2)                  | −8,4 (16,9)                  | −2,8 (27)                    | 5,1 (41,2)                   | 11,2 (52,2)                  | 15,7 (60,3)                  | 18,3 (64,9)                  | 16,7 (62,1)                  | 11,7 (53,1)                  | 4,6 (40,3)                   | 0,2 (32,4)                   | −4,4 (24,1)                  | 4,9 (40,8)                   |
| Количина падавина, mm (in)   | 25 (9,8)                     | 18 (7,1)                     | 17 (6,7)                     | 22 (8,7)                     | 37 (14,6)                    | 50 (19,7)                    | 40 (15,7)                    | 31 (12,2)                    | 29 (11,4)                    | 23 (9,1)                     | 28 (11)                      | 29 (11,4)                    | 349 (137,4)                  |
| Извор:                       |                              |                              |                              |                              |                              |                              |                              |                              |                              |                              |                              |                              |                              |

## Историја
Елиста је основана 1865. године као мало насеље. Године 1920. постао је адимистративни центар Аутономне области Калмикије. До раних 30их година 20. века Елиста је постала град и то последицом колективизацијске политике Јосифа Стаљина, који је присилио грађане Калмикије да напусте номадски начин живота у замену за модеран, седентаран и урбани начин живота. Октобра 1935. године Елиста је постала главни град калмикијске области.
Немци су у августу 1942, током Другог светског рата, окупирали град. Црвена армија је ослободила град 31. децембра 1942. Године 1944. је цело становништво Калмичке републике било депортовано у Сибир због оптужби да су сарађивали са Немцима. Припадници руског народа су били досељени за ренасељавање града, а име граду је било промењено у Степној (рус. Степной), које је остало до 1957, када је преживелим депортованим становницима било допуштено да се врате.
Неки западни туристи почели су да долазе у Елисту средином 90их, а после тога је град добио на публицитету као град домаћин Шаховске олимпијаде 1998. године. Град је безбедан и има мало саобраћаја, а на периферији Елисе постоје огромни пашњаци.

## Карактеристике
Од 1991. године, град је карактеризирало лагано пропадање установа изграђених за доба Совјетског Савеза, и с друге стране, велики грађевни пројекти, започети од стране председника Калмичке републике, милионера Кирсана Иљумжинова.
Градско средиште има бројне обновљене јавне паркове, накупљене око главног трга, затим велике кипове Лењина и Буде. Према истоку се налази Олимпијско село од XXXIII Шаховске олимпијаде из 1998, локално знане као 'Шах-град'. Локација има јавно пливалиште и изврсни музеј калмичке будистичке уметности, која може бити кориштена и као конференцијски центар. Велики будистички храм се налази на западу. Њега је за свој изабрао Далај-Лама током посете 1998. године.

## Становништво
Према прелиминарним подацима са пописа, у граду је 2010. живело 103.728 становника, 526 (0,50%) мање него 2002.
| 1939.  | 1959.  | 1970.  | 1979.  | 1989.  | 2002.   | 2010.   |
| ------ | ------ | ------ | ------ | ------ | ------- | ------- |
| 17.128 | 23.171 | 49.827 | 70.282 | 89.695 | 104.254 | 103.749 |

## Саобраћај
Елиста има свој мали аеродром, железничку везу према Ростову на Дону и дневну аутобуску везу према Волгограду и Москви. Унутар града је мноштво минибус-линија, које воде приватне компаније.

## Партнерски градови
- Howell Township
- Ласа
- Улан Уде